# Musaibat
Musaibat (en árabe: المسيبات‎, romanizado: Al Musaybat) es una pequeña aldea agrícola y ganadera, situada al noreste de Emiratos Árabes Unidos (UAE), en las Montañas al Hayar, Emirato de Ras al Jaima.
La aldea cuenta con unas 20 casas, chozas y cabañas de piedra; albarradas y bancales sostenidos por muros de piedra seca, sin argamasa, que permiten retener el agua y la tierra, destinados a pastos y otros usos agrícolas; canalizaciones para recoger el agua de la escorrentía; apriscos; y algunas otras construcciones en ruinas, aunque en la actualidad está habitada únicamente por una sola familia.

## Toponimia
Nombres alternativos: Deira Al Musaybat, Al Musaybat
El nombre de esta aldea no quedó registrado en la documentación y mapas elaborados entre 1950 y 1960 por el arabista, cartógrafo, militar y diplomático británico Julian F. Walker, durante los trabajos efectuados para el establecimiento de fronteras entre los entonces denominados Estados de la Tregua, completados posteriormente por el Ministerio de Defensa del Reino Unido, en mapas a escala 1:100.000 publicados en 1971, pero sí se conservan referencias históricas de este lugar, y de su nombre, a través de los minuciosos estudios y publicaciones efectuadas por el antropólogo británico William Lancaster.

## Geografía

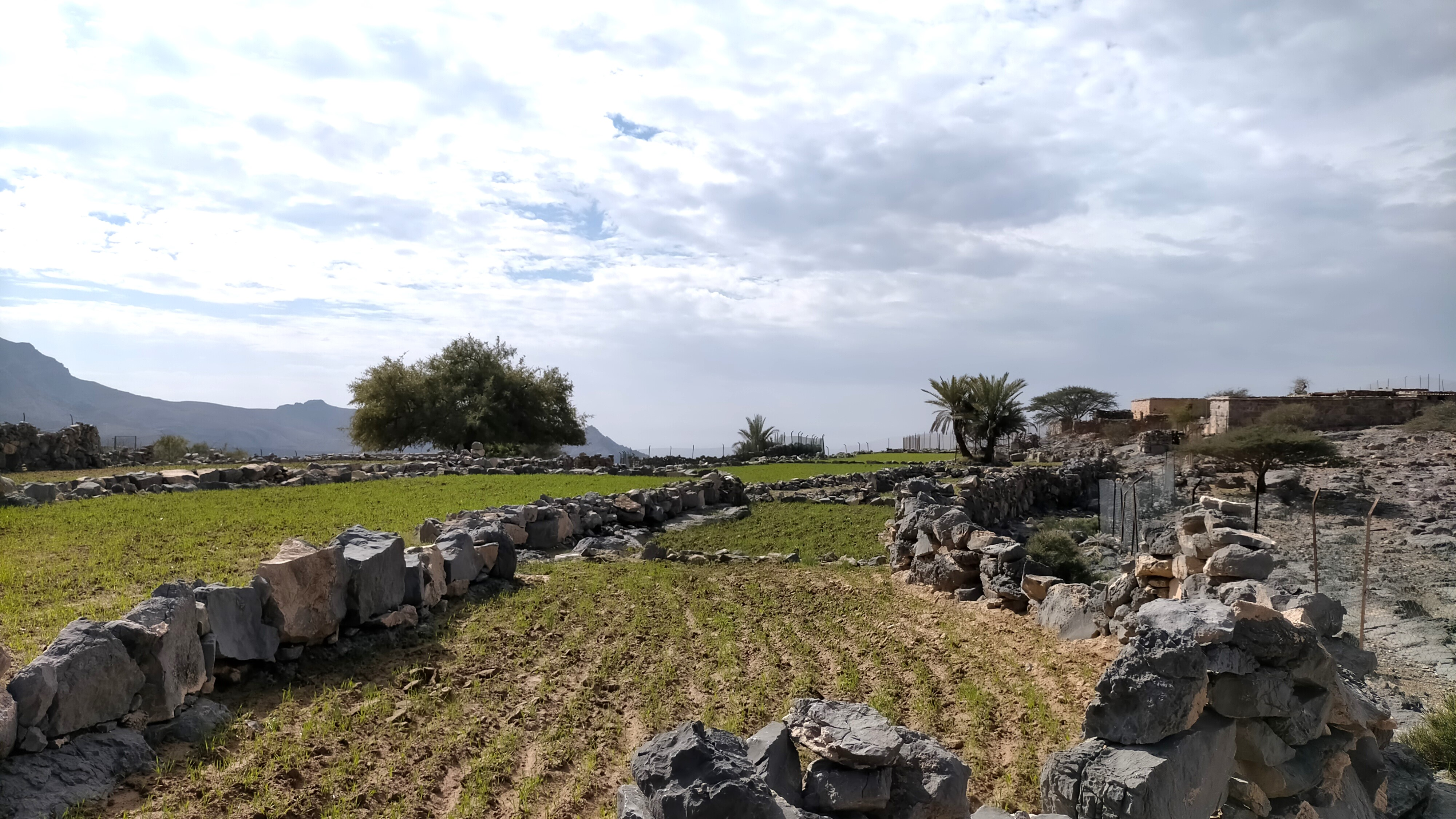
Cultivos agrícolas y casas de piedra en la aldea de Musaibat

Musaibat está situada al oeste y muy cerca del gran acantilado que delimita geográficamente, esa parte de la frontera entre los territorios de Emiratos Árabes Unidos y Omán, a escasa distancia del Jabal Sal (1.575 m), y rodeada a media distancia por los dos grandes wadis de la zona: al norte y al oeste el Wadi Jib, y al sur el Wadi Arus, ambos afluentes del Wadi Shah.
Al sureste del poblado se encuentra la histórica aldea de Yinainir, y al oeste la actual aldea de Lahsa, a orillas del Wadi Jib, desde la cual se accede a Musaibat siguiendo un bien definido camino de herradura, que los habitantes del poblado utilizan cotidianamente para el trasiego de víveres y otras mercancías, generalmente a lomos de burros.

## Población
El área geográfica de Musaibat estuvo poblada históricamente por la tribu Bani Shatair (en árabe: بني شطير‎), una de las dos secciones principales de la tribu seminómada Shihuh, que ocupaba, entre otros territorios, la zona tribal de Bani Bakhit.

## Mapas y bibliografía
- William Lancaster; Fidelity Lancaster (2011). Honour Is in Contentment. Life Before Oil in Ras Al-Khaimah (UAE) and Some Neighbouring Regions. ISBN 9783110223392, 3110223392
- Julian Fortay Walker (1958) - Sketch map drawn by Julian Walker for boundary delimitation: Ras Al Khaimah - The National Archives, London, England
- Map of Trucial States, Muscat and Oman - Rams - Scale 1:100 000 - Published by D Survey, Ministry of Defence, United Kingdom (1971) - Edition 3-GSGS - The National Archives, London, England
- Heard-Bey, Frauke (2005). From Trucial States to United Arab Emirates : a society in transition. London: Motivate. ISBN 1860631673. OCLC 64689681.

- Datos: Q117287828
- Multimedia: Musaibat / Q117287828